# Benninghausen
Benninghausen ist ein Stadtteil von Lippstadt im Kreis Soest in Nordrhein-Westfalen.

## Geographie

### Lage
Benninghausen liegt im westlichen Teil des Lippstädter Stadtgebiets an der Lippe auf einer Terrassenlandschaft, die von 71 auf 88 Meter von Nord nach Süd ansteigt. Im Osten grenzt es an die Stadtteile Hellinghausen und Herringhausen, im Westen an Eickelborn und Lohe. Südlich liegt das Stadtgebiet von Erwitte, im Norden bildet die Lippe die Grenze zur Gemeinde Wadersloh. Bennighausen liegt an einem alten Lippeübergang von der Soester Börde zum Münsterland (zunächst Furt, Fähre, jetzt Brücke).

### Namensherkunft
Nach Angaben im Westfälischen Ortsnamenbuch zur Namensherkunft der Gemeinden im Kreise Soest bedeutet Benninghausen: bei den Häusern der Leute von Bennink(o).

### Gliederung
Benninghausen besteht aus dem Hauptort Benninghausen sowie vier weiteren Bauerschaften: Benninghauser Heide, Hemmissen, Ünninghausen sowie der Kaldewei.

## Geschichte

### Allgemeines
Ein Gründungsdatum der bis zur kommunalen Neuordnung im Jahr 1975 selbständigen Gemeinde ist nicht eindeutig festzulegen. Die älteste urkundliche Erwähnung ist im 12. Jahrhundert (27. September 1124) zu finden; frühe Siedlungsspuren wurden bereits im 9. Jahrhundert nachgewiesen. Benninghausen ist demnach zwar über 1200 Jahre, gesichert aber annähernd 900 Jahre alt. Benninghausen zählt zu den ältesten Stadtteilen Lippstadts.

### Gründung des Klosters
Kloster Benninghausen: Im Jahr 1240 übergab Johann von Erwitte als Schenkung die Eigenkirche an den Zisterzienserinnen-Orden als Klosterkirche. In dieser Zeit wurden in einer regelrechten Gründungswelle allein im Erzbistum Köln 25 Frauenklöster gegründet.
Aufgenommen wurden adelige Jungfrauen, Witwen und häufig verheiratete Frauen, die mit Genehmigung ihrer Männer ihre weltliche Ehe in eine geistliche mit Christus als Bräutigam umwandelten. Die Männer waren damit frei für eine neue Ehe; eine Scheidung war zu der Zeit nicht möglich. Die Anzahl der Nonnen war auf 50 begrenzt. In der Mitte des 14. Jahrhunderts wurde die baufällig gewordene Kirche durch einen Neubau in gotischen Formen ersetzt.

### 15. Jahrhundert
Zum Anfang des 15. Jahrhunderts wurde die jetzige Kirche durch die Äbtissin Anna von Ketteler erbaut. Die Kreuzigungsgruppe (um 1540) wurde erst in jüngerer Zeit dem Bildhauer Johann Brabender aus Münster (Westfalen) zugeschrieben.
Der alte Wehrturm, erbaut in der ersten Hälfte des 12. Jahrhunderts, dient heute noch als Glockenturm. Erst gegen Ende der 1950er Jahre konnten die letzten Kriegsschäden beseitigt werden, und zum Anfang der 1980er erfolgten archäologische Ausgrabungen sowie die Innenrenovierung und Erneuerung der Dacheindeckung an Turm und Kirche.
Nach der Schenkung an den Orden wuchs die Anzahl der Nonnen im Kloster rasch; so hatte es bereits 40 Jahre nach Gründung seine maximale Kapazität erreicht. Das Kloster überstand die unruhigen Zeiten der Soester Fehde, der Reformation und des Dreißigjährigen Krieges und konnte seinen Besitz durch Zukäufe, Mitgiften der Nonnen und natürlich durch eigene Arbeit noch steigern.

### 18. und 19. Jahrhundert
Zum Anfang des 18. Jahrhunderts entstand ein Neubau des Klosters, initiiert durch die Äbtissin Elisabeth von Oheimb. Zur gleichen Zeit entwickelte sich das Kloster zu einem Damenstift mit katholischer Prägung.
Von der Mitte bis zum Ende des gleichen Jahrhunderts führten die hohen Kriegslasten des Siebenjährigen Krieges das Kloster in eine hohe Verschuldung. Das Ende kam, nachdem das Herzogtum Westfalen 1802 an das Großherzogtum Hessen übergegangen war. 1804 wurde der Klosterbetrieb gleichzeitig mit zahlreichen anderen Klöstern durch das Großherzogtum Hessen aufgehoben (Säkularisation).
Mit dem Übergang der westfälischen Gebiete des Großherzogtums Hessen 1816 an Preußen gingen auch die verbliebenen Besitztümer des Klosters Benninghausen Ende 1819 in den Besitz Preußens über.
König Friedrich Wilhelm III. genehmigte die Gründung eines Landarmen- und Arbeitshauses durch den Oberpräsidenten der Provinz Westfalen, Ludwig von Vincke (nach dem eine Straße in Benninghausen benannt ist), 1820. In späteren Jahren wurden zudem Zöglinge, Trinker und Kriegsgefangene hier untergebracht.

### Erster und Zweiter Weltkrieg
Zum Ende des Ersten Weltkriegs wurde aus dem Arbeitshaus ein Hilfsgefängnis. Daneben entstand auf dem Westhof eine Einrichtung für Lungenkranke. In der Zeit des Nationalsozialismus wurden hier zusätzlich geisteskranke Menschen untergebracht. Hinzu kamen zunächst politische Gefangene aus der Umgebung und später lungenkranke Jugendliche aus dem KZ Moringen. In dieser Zeit wurden in Eickelborn und Benninghausen zahlreiche Menschen misshandelt. (Siehe hierzu KZ Benninghausen.)
Nach dem Zweiten Weltkrieg gelangte die gesamte Einrichtung in die Trägerschaft des Landschaftsverbandes Westfalen-Lippe, der eine Landespflegeanstalt mit einer Arbeitshausabteilung gründete. Im Verlauf der weiteren Jahre wurde die Lungenheilstätte im Westhof geschlossen sowie das inzwischen gegründete Landeserziehungsheim nach Dorsten verlegt.
Mit der Einrichtung einer staatlichen Schule für Krankenpflege wurde aus der Landespflegeanstalt erst ein Landeskrankenhaus, dann die westfälischen Kliniken für Psychiatrie und schließlich das heutige Westfälische Pflege- und Förderzentrum.
Parallel dazu entwickelte sich Benninghausen mehr und mehr und seine Einwohnerzahl wuchs – auch weil die unterschiedlichen Einrichtungen der Kliniken Arbeitsplätze boten und die Mitarbeiter sich in Benninghausen und Umgebung niederließen.

### Nachkriegszeit bis zur Gegenwart
Nach dem Ende des Zweiten Weltkrieges nahm die Bevölkerungszahl von Benninghausen sprunghaft zu.
Um Vertriebenen aus den ehemaligen deutschen Ostgebieten eine neue Heimat zu geben, entstand in Benninghausen um 1960 eine neue Siedlung für über 50 Familien.
Am 1. Januar 1975 wurde die bis dahin selbständige Gemeinde Benninghausen in die Stadt Lippstadt eingemeindet. Damit endete die Zugehörigkeit Benninghausens zum Amt Erwitte. Von 1975 bis 2004 war Giesbert Koerdt (CDU) Ortsvorsteher. Von 2004 bis 2019 war Josef Franz (CDU) Ortsvorsteher von Benninghausen, der auch von 1999 bis 2020 direkt gewähltes Mitglied des Rates der Stadt Lippstadt war.  Christoph Koerdt (CDU) übernahm das Amt des Ortsvorstehers im Jahr 2020. Nach der NRW-Kommunalwahl 2020 erlangte die SPD die Mehrheit im Ortsteil Benninghausen. Neben der bereits mehrjährigen Mitgliedschaft im Stadtrat Lippstadt nimmt Oliver Bertelt (SPD) seit November 2020 die Aufgaben des Ortsvorstehers für den Ortsteil Benninghausen wahr.
Im Verlauf der weiteren Jahre wurde der Ort um weitere Baugebiete erweitert, so dass die Einwohnerzahl Benninghausens auf etwa 2000 angestiegen ist.

## Benninghausen heute

LWL-Klinik Lippstadt in Benninghausen

Benninghausen gehört zu den größten Stadtteilen; Industrie und Handwerk sind in einem angegliederten Gewerbegebiet angesiedelt. Neben klassischen Handwerksbetrieben (Bäckerei, Frisör, Schreinerei, Schlosserei, Gas-/Wasserinstallation) schaffen auch Industrieunternehmen sowie verschiedene Einrichtungen wie z. B. die psychiatrische Klinik des Landschaftsverbandes Westfalen-Lippe (LWL) weit über 500 Arbeitsplätze.
In Benninghausen wurde 1969 der erste Großgasbehälter in Kugelform errichtet (Inhalt: 1,5 Millionen Liter Flüssiggas).
Benninghausen verfügt über eine eigene Grundschule und einen Kindergarten.
Sehenswert ist die denkmalgeschützte Kirche St. Martin.

## Politik

### Wappen

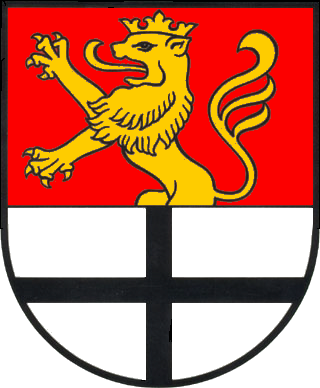
Stadtteilwappen Benninghausen

Das Wappen zeigt ein rotes oberes und ein silbernes unteres Feld. Oben ist ein wachsender goldener Löwe (aus dem Wappen der Familie von Erwitte, den Klostergründern), unten das durchgehende schwarze Kreuz Kurkölns dargestellt (Benninghausen gehörte bis 1802 zum Kurfürstentum Köln).

## Verkehr
Der Betriebsbahnhof Benninghausen liegt an der Bahnstrecke Hamm–Warburg.
Mit dem Auto ist Benninghausen über die Landesstraße L 636 erreichbar.